# Nuisiana
Nuisiana is een monotypisch geslacht van spinnen uit de  familie van de Desidae.

## Soort
- Nuisiana arboris Marples, 1959